# Yul Mark Du Pont
Yul Mark Du Pont (* 4. April 1971) ist ein ehemaliger eswatinischer Schwimmer.

## Karriere
Du Pont nahm 1988 an den Olympischen Spielen in Seoul teil. Dort erreichte der Swasi Rang 69 und wurde somit Letzter. Auch in den Wettbewerben über 100 m Freistil und 100 m Rücken reichte es nicht für einen besseren Platz – er positionierte sich auf den Rängen 76 bzw. 52.